# 瑪拉特·阿比耶夫
阿比耶夫·玛拉特·沙克西里克维奇（1989年9月6日—），是哈萨克斯坦的企业家，书籍作者“哈萨克斯坦的宿愿”。他同时也是哈萨克斯坦最年轻的百万富翁，根据评价哈萨克斯坦福布斯杂志在2013年11月阿比耶夫玛拉特的财产共计11,000,000美元。
在玛拉特与年轻专业人员的专门人才的领导下，已经开始承认哈萨克斯坦管子产品和购买将近百分之八十的哈萨克斯坦开发单位。

## 生平履历
阿比耶夫·玛拉特·沙克西里克维奇出生于哈萨克斯坦共和国阿克托貝州的坎德阿伽石市。在1999年因为经济危机，阿比耶夫一家举家迁移到了州府阿克多比市。

### 家庭
父亲阿比耶夫·沙克西里克·枚基哈托维奇毕业于萨特巴耶夫大学，所学专业是石油天然气工业专业的机械与器材。他与以下组织合作：在阿克纠宾斯克石油勘探部门当过电车司机；在十月指挥组织的钻探部门当过机械工和车间主任；生产服务中心部门当过总工程师；哈萨克斯坦“长城”机械公司当过车间主任，在职业生涯的最后几年在VPFO Ak Beren的业务部做过代理负责人的工作。
母亲阿比耶夫·塔玛拉·阿萨乌哈诺乌娜—在大学里任教，所执教的专业是“房屋建筑的结构学”；在哈萨克斯坦苏维埃时期获得过国际象棋比赛的冠军。
妹妹莎克斯里克·玛拉日谷里·阿萨乌哈诺乌娜是哈萨克斯坦大学的一名学生。

### 事业发展
在中等学校毕业后考入了阿克纠宾斯克合作技术学校，于2009年毕业于“自动数据处理系统的管理”专业。
于2002年开始从事网络销售的业务。
在2003年至2005年期间创办并指导了阿克纠宾斯克说唱音乐组织。
在2004年创立了ААА技术公司，主要业务是服务维修电脑和相关的办公设备。
从2007年开始阿比耶夫以个体经营者的身份从事自己的业务，在那个时期创立了W 和IT-outsourcing（IT-外包）公司。W 公司--从事网站创建；设计和管理的网络工作室。在阿克纠宾斯克地区的创建网站服务支持的市场中是先驱公司里的一家。网络工作室W被授予了行业最佳的模范代表奖章。公司的业务范围包括从头到尾的整体服务和部分性的支持服务，同时还有管理型业务和IT模式化-公司的基本业务。
在2009年 玛拉特创办了哈萨克斯坦 欧式汽车有限责任合伙公司， 公司的业务只要是对汽车的行程进行卫星导航监控。
在2011年玛拉特创建了KSP Steel贸易有限责任合伙公司。创建KSP Steel 贸易的目的是为了增加KSP Steel有限责任合伙公司的销售量，KSP Steel有限责任合伙公司是在哈萨克斯坦共和国境内唯一的一家为了给石油天然气领域地下资源使用者和企业提供无缝钢管的生产商。
因为KSP Steel贸易有限责任合伙公司的存在，哈萨克斯坦自产的有将近80%的钢管产品开始被哈萨克斯坦共和国境内的地下资源使用企业接受和承认。在这之前，哈萨克斯坦的生产商都是从国外生产商那里购买相关的产品。
KSP Steel贸易被授予了多项当之无愧的奖励，如领域最佳产品奖章；选择哈萨克斯坦证书；欧洲-亚洲，没有国界的合作的奖章。
在2012年哈萨克斯坦生产商联盟法人协会被创办成立。协会的主要目的是为了保护和支持哈萨克斯坦自主商品制造。
除此以外，阿比耶夫在英国和俄罗斯联邦境内也有自己的贸易公司，从事哈萨克斯坦自主生产商品的销售业务。与此同时还从事国际贸易的活动，从英国、俄罗斯联邦、土耳其、中华人民共和国和白俄罗斯发送金属；食品和医疗设备到伊朗共和国。

## 著作
- 《哈萨克斯坦的梦想（英语：Kazakhstan's Dream）》（2013年）

## 评价

### 身价
根据哈萨克斯坦福布斯杂志的评估，在2013年11月阿比耶夫·玛拉特的身价达到了1亿1千万美元。

### 公众人物形象
商业门户网站Kapital.kz把阿比耶夫·玛拉特评定为2013年哈萨克斯坦的年度人物。此外在2013年被评定为年度人物的还有：努尔苏丹·纳扎尔巴耶夫，格里高利·馬爾琴科，克聂斯·拉克舍夫，米哈伊尔·罗姆塔德泽。

## 註解
1. ↑  Abiyev Zhaksylyk Medihatovich
2. ↑  Abiyeva Tamara Asauhanovna
3. ↑  Zhaksylyk Marzhangul Zhaksylykovna